# Robert Kath
Robert Kath (* 5. Juli 1985 in Plauen) ist ein deutscher Automobilrennfahrer.

## Karriere
Kath begann seine Karriere im Kartsport, in dem er bis 2001 unterwegs war. Anschließend wechselte er 2001 in die Formel BMW Junior in der er am Saisonende den vierten Platz belegte. Es folgte der Wechsel in Die Formel BMW Deutschland, in der er in seinem ersten Jahr 2002 Zwölfter wurde. Er blieb der Serie treu und wurde 2003 Dritter. 2004 folgte der Wechsel in die Formel-3-Euroserie, die er aufgrund von Sponsorenmangel vorzeitig beenden musste und in der er am Saisonende ohne Meisterschaftspunkte den 24. Rang belegte. 2005 folgte der Wechsel in den Deutschen Formel-3-Cup, wo er nur an den ersten 3 Veranstaltungen mit ausschließlich Podestplätzen teilgenommen hat. Er wurde am Ende der Saison dadurch trotzdem Neunter. 
Gegenwärtig betreibt er eine Outdoor Kartbahn und ist Leiter des eigenen Kath-Racing Rennteams. 

## Karrierestationen
- 1994–2001: Kartsport
- 2001: Formel BMW Junior (Platz 4)
- 2002: Formel BMW ADAC (Platz 12)
- 2003: Formel BMW ADAC (Platz 3)
- 2004: Formel-3-Euroserie (Platz 24)
- 2005: Deutscher Formel-3-Cup (Platz 9)
- 2006: Testfahrer Mygale Formel 3 Fahrzeugentwicklung
- 2010 bis heute: Geschäftsführer Kartbahn Oberlandring und Kath-Racing Kart Team

## Weblink
- Karrierestatistik von Robert Kath (englisch)

| Personendaten    | Personendaten                 |
| ---------------- | ----------------------------- |
| NAME             | Kath, Robert                  |
| KURZBESCHREIBUNG | deutscher Automobilrennfahrer |
| GEBURTSDATUM     | 5. Juli 1985                  |
| GEBURTSORT       | Plauen                        |